# Cerová
Cerová este o comună slovacă, aflată în districtul Senica din regiunea Trnava. Localitatea se află la altitudinea de 303 m deasupra n.m., se întinde pe o suprafață de 21,88 km2 și în 2017 număra 1.157 de locuitori.

## Istoric
Localitatea Cerová este atestată documentar din 1696.

## Demografie
| An:                | 1994 | 2004   | 2014   | 2024   |
| ------------------ | ---- | ------ | ------ | ------ |
| Număr de persoane: | 1388 | 1265   | 1182   | 1095   |
| Diferență:         |      | −8,86% | −6,56% | −7,36% |

| An:                | 2023 | 2024   |
| ------------------ | ---- | ------ |
| Număr de persoane: | 1092 | 1095   |
| Diferență:         |      | +0,27% |